# Edmund Brooke Alexander
Edmund Brooke Alexander, ameriški general, * 6. oktober 1802, † 3. januar 1888.

## Življenjepis
Leta 1823 je diplomiral na Vojaški akademiji ZDA, kjer je bil sošolec bodočih generalov Thomasa in Greena. Več let je služil na ameriškem mejnem področju ter se bojeval v ameriško-mehiški vojni; za zasluge je bil povišan v brevetnega majorja in podpolkovnika. Leta 1855 je bil povišan še v polkovnika in postal poveljnik novoustanovljenega 10. pehotnega polka. Ob pričetku ameriške državljanske vojne v.d. pomočnika Provost Marshal Generala za državo Missouri. 18. oktobra 1865 je bil povišan v brevetnega brigadnega generala (Regularna vojska ZDA) zaradi zaslug pri rekrutiranju armad ZDA. Leta 1869 se je upokojil s stalnim činom polkovnika, po 46 letih službe v Kopenski vojski ZDA.

## Zanimivosti
Po njem so poimenovali ladjo USAT Edmund B. Alexander.